# E.K.M. Masinambow
Eduard Karel Markus Masinambow (ur. 26 marca 1931 we wsi Kakas, zm. 18 lipca 2005 w Dżakarcie) – indonezyjski językoznawca. Zajmował się antropologią lingwistyczną i rozwinął badania etnolingwistyczne we wschodniej Indonezji.
Pochodził z regionu Minahasa. Członek instytutu badawczego Lembaga Research Kebudayaan Nasional (LRKN-LIPI). Prowadził badania na Filipinach (Pampanga, Bikol, Manila) i w Indonezji (zwłaszcza w zakresie kontaktu między językami austronezyjskimi i nieaustronezyjskimi na wyspie Halmahera).
W latach 1952–1958 studiował anglistykę na Wydziale Literatury Uniwersytetu Indonezyjskiego. Następnie kształcił się na Uniwersytecie Yale, gdzie uzyskał magisterium z językoznawstwa. W 1976 roku doktoryzował się na Uniwersytecie Indonezyjskim. Swoją rozprawę poświęcił zjawisku konwergencji lingwistycznej w środkowej Halmaherze. W 1994 roku został profesorem etnolingwistyki na Uniwersytecie Indonezyjskim.

## Publikacje
Publikacje książkowe
- Halmahera dan Raja Ampat: konsep dan strategi penelitian (1980, red.)[3]
- Halmahera dan Raja Ampat sebagai kesatuan majemuk: studi-studi terhadap suatu daerah transisi (1983, red.)[4]
- Maluku dan Irian Jaya (1984, red.)[5]
- Bahasa dan Suku Bangsa di Indonesia (1985)[2].